# Chrysolina obenbergeri
Chrysolina obenbergeri é uma espécie de artrópode pertencente à família Chrysomelidae.